# Hitoshi Sogahata
Hitoshi Sogahata (født 2. august 1979) er en japansk fodboldspiller.

## Japans fodboldlandshold
| Japans landshold | Japans landshold | Japans landshold |
| År               | Kmp              | Mål              |
| ---------------- | ---------------- | ---------------- |
| 2001             | 1                | 0                |
| 2002             | 1                | 0                |
| 2003             | 2                | 0                |
| Total            | 4                | 0                |